# Joe van Niekerk (rugbista 1989)
Joe van Niekerk (Città del Capo, 8 dicembre 1989) è un ex rugbista a 15 e allenatore di rugby a 15 sudafricano rappresentante l'Italia, ha militato gran parte della carriera nel Rovigo nel ruolo di tre quarti centro.

## Biografia
Giunto in Italia nel 2007 per iniziativa del Veneziamestre, con tale squadra disputò il campionato Under-18 al suo primo anno e quello Under-20 la stagione successiva, guadagnandosi il titolo di atleta di formazione italiana.
Nel Super 10 2009-2010 esordì in prima squadra, realizzando due mete in 10 apparizioni; della stagione successiva, a campionato in corso, fu il passaggio al Rovigo, squadra nella quale van Niekerk milita dal dicembre 2010.
Nel corso del Pro12 2013-14 è stato utilizzato come permit player (giocatore di club disponibile per le franchise afferenti al territorio) del Benetton Treviso, esordendo nella competizione celtica contro Ulster.

## Palmarès
- Campionati italiani: 1
Rovigo: 2015-16